# The Closing of the Circuit
The Closing of the Circuit è un cortometraggio muto del 1915 diretto da Harry Davenport.

## Produzione
Il film fu prodotto dalla Vitagraph Company of America.

## Distribuzione
Distribuito dalla General Film Company, il film - un cortometraggio in due bobine - uscì nelle sale cinematografiche statunitensi il 20 aprile 1915.